# 中度混合動力
中度混合動力（Mild hybrid），也稱為是輔助混合動力（power-assist hybrid）、電池輔合混合動力車輛（battery-assisted hybrid vehicle）或BAHV，是指有内燃机以及电机的混合動力車輛（一個電機／發電機，是並聯混合動力的組態），這種車輛可以在滑行、剎車或是停車時關閉内燃机，有需要時可以快速啟動。中度混合動力也可以進行再生制動，提供部份動力，協助内燃机運作。但中度混合動力車輛沒有單獨使用電力作為車輛動力來源的模式。

## 優點和缺點
相較於重度混合動力（full hybrid）車輛，中度混合動力可以提供一些混合動力技術的優點，但沒有安裝了重度混合動力的並聯驅動裝置，也不會因此增加成本以及重量。不過因為此一設計無法大量使用再生制動節省的能量，其節省的燃料會不如重度混合動力車輛，或者需要用更小、更輕、更有效率的內燃機引擎。

## 舉例
通用汽車的中度混合動力包括了Parallel Hybrid Truck（PHT）以及許多配備BAS Hybrid系統的汽車以及SUV，多半會用36V到48V系統來提供啟動馬達需要的電源，也提供新型車輛中越來越多電子配備的電力來源之一。GM的BAS Hybrid（BAS）中度混合動力系統用皮帶輪，通過馬達-發電機單元（MGU）來啟動引擎（ICE），只要啟動之後，引擎就會驅動14.5 kW的馬達-發電機來為電池充電。BAS混合動力系統也用再生制動來補充36 V的電池，提供一些輔助的電源。依照美國EPA的資料，配備BAS Hybrid系統的2009年版Saturn Vue Greenline汽車，比非混合動力版本（FWD 4cyl）在混合燃料效率上提昇了27%。